# 小田勝幸
小田 勝幸（おだ かつゆき、男性、1964年（昭和39年）4月2日 - ）は、広島県出身の空手家（四段）。極真会館（松井派）広島県支部の支部長。

## 人物
広島県三原市出身。
高校卒業後上京し、極真会館総本部の若獅子寮に入寮、内弟子となる。大山倍達より直接指導を受け、3年間修業したのち卒寮した。
その後、極真会館東京城西支部（山田雅稔支部長）に移籍し、指導を受けた。
現在は、広島県下、23ヶ所に支部道場を持つ。

## 略歴
- 1995年11月、松井章圭の命により、総本部直轄広島道場としてスタート。
- 1996年6月、常設道場をオープン。
- 2009年10月、名称を広島県支部へと変更。